# DJ Paul
Пол Дуейн Борегард (англ. Paul Duane Beauregard; нар. 12 січня 1977, Мемфіс, Теннессі, США), відоміший під псевдонімом DJ Paul — американський ді-джей, продюсер і репер з Мемфіса, штат Теннессі. Він є одним із засновників хіп-хоп гурту Three 6 Mafia і зведеним братом покійного репера Lord Infamous, а також є співвласником FaZe Clan.
DJ Paul розпочав свою кар'єру наприкінці 1980-х у віці 11 років як ді-джей і випустив кілька сольних записів, а також три спільні альбоми з Lord Infamous під назвою The Serial Killaz. На початку 1990-х Пол познайомився з Juicy J, і вони заснували гурт Three 6 Mafia, який досяг великого успіху наприкінці 1990-х і на початку 2000-х років. Їхній альбом 2000 року When the Smoke Clears: Sixty 6, Sixty 1 дебютував під шостим номером у чарті Billboard 200 і став платиновим. Пізніше пішли Da Unbreakables у 2003 році та Most Known Unknown у 2005 році, обидва з яких мали комерційний успіх. 2006 року DJ Paul, Juicy J, Crunchy Black і Frayser Boy здобули нагороду «Оскар» за найкращу оригінальну пісню за «It’s Hard Out Here for a Pimp» із фільму Метушня і рух. Також Пол випустив три сольні альбоми та створив саундтреки до двох фільмів. Він та решта з Three 6 Mafia знані як засновники музичного стилю кранк. 2018 року він став співпродюсером пісні «Talk Up» із Jay-Z із п’ятого студійного альбому Дрейка Scorpion.

## Музична кар'єра

### 1988—1992: Початок кар'єри
У 1988 році Пол почав свою кар'єру в 11 років як ді-джей в мемфіському клубі «380 Beale». Спочатку він хотів зосередитися на діджеїнгу, а не на репі. 1989 року він створив дует The Serial Killaz разом зі своїм братом Lord Infamous. Пол був продюсером, створюючи біти, тоді як Infamous читав реп. У обох не було жодного обладнання, тому вони орендували студію місцевого ді-джея Just Born на гроші, які давав їм батько. Пол грав і робив скретчі на програвачі своєї матері, коли її не було вдома. Вони випускали власноруч записані касети у своєму районі, школі та місцевих магазинах. Їхня перша стрічка, Portrait of a Serial Killa, вийшла в 1992 році. У наступні роки дует продовжив випуск стрічки The Serial Killaz і двох частин Come with Me 2 Hell.
DJ Paul зрештою купив студійне обладнання, яке складалося з клавіатури, вертушки та чотиридоріжкового рекордера. Він почав робити мікстейпи з популярними піснями та продавати їх у своїй школі. Пізніше він також почав включати на касети пісні реперів, які були ним афілійовані, з метою їх просування. Згодом він почав створювати мікстейпи, що складалися лише з оригінальних пісень його та місцевих виконавців. Пол стверджував, що ді-джеї Мемфіса, такі як він, DJ Spanish Fly, DJ Squeeky і Juicy J, створили сучасний формат мікстейпів, включивши свої оригінальні пісні, замість того, щоб створювати компіляції музики інших виконавців.
DJ Paul також випустив кільканадцять сольних записів під назвами Volume 1 до Volume 16. Він став відомим як ді-джей і продюсер на південній стороні Мемфіса, і його познайомили з колегою-продюсером Juicy J, який також викликав галас на північній стороні міста. Разом з Lord Infamous вони створили групу The Backyard Posse. DJ Paul і Juicy J незабаром почали створювати треки, описані як «похмурі, моторошні... наповнені потужними басами та переслідуючими звуками». Вони змінили назву на Triple Six Mafia, після фрази, яку Lord Infamous використовував для позначення групи у своїх піснях.

### 1993—2005: Three 6 Mafia та дебютний сольний альбом
У 1994 році до Triple Six Mafia приєднався Koopsta Knicca і випустив андерграунд-альбом Smoked Out Loced Out. Пізніше до групи приєдналися ще двоє учасників, Gangsta Boo і Crunchy Black, і гурт змінив назву на Three 6 Mafia. 1995 року вони самостійно випустили свій дебютний студійний альбом Mystic Stylez, який згодом став класикою. Після успіху альбому Three 6 Mafia підписали угоду з великим лейблом Relativity Records. Вони також заснували власний лейбл Hypnotize Minds і підписали контракти з кількома місцевими виконавцями, такими як Project Pat, MC Mack, La Chat, Frayser Boy і Lil Wyte. DJ Paul і Juicy J самостійно продюсували цілі альбоми своїх виконавців, а також релізи Three 6 Mafia. Група досягла комерційного успіху зі своїм альбомом 2000 року When the Smoke Clears: Sixty 6, Sixty 1, який дебютував під номером 6 у чарті Billboard 200 і згодом отримав платиновий сертифікат RIAA.
У 2002 році DJ Paul випустив свій дебютний сольний студійний альбом Underground Volume 16: For da Summa. Більшість пісень, спочатку представлених на його мікстейпі 1994 року Underground Volume 16: 4 Da Summa of '94, було перероблено, а деяких старих виконавців було замінено новими з Hypnotize Minds, такими як Frayser Boy і La Chat. Альбом досяг 127 позиції в Billboard 200.
Three 6 Mafia випустили ще два комерційно успішні альбоми: Da Unbreakables у 2003 році та Most Known Unknown у 2005 році, обидва потрапили до п’ятірки лідерів Billboard 200. Вони також створили саундтреки до фільмів Choices та його продовження Choices II: The Setup. До 2006 року Пол і Джусі Джей були єдиними учасниками групи.

### 2006—2012: «Оскар»,Scale-A-TonтаA Person of Interest

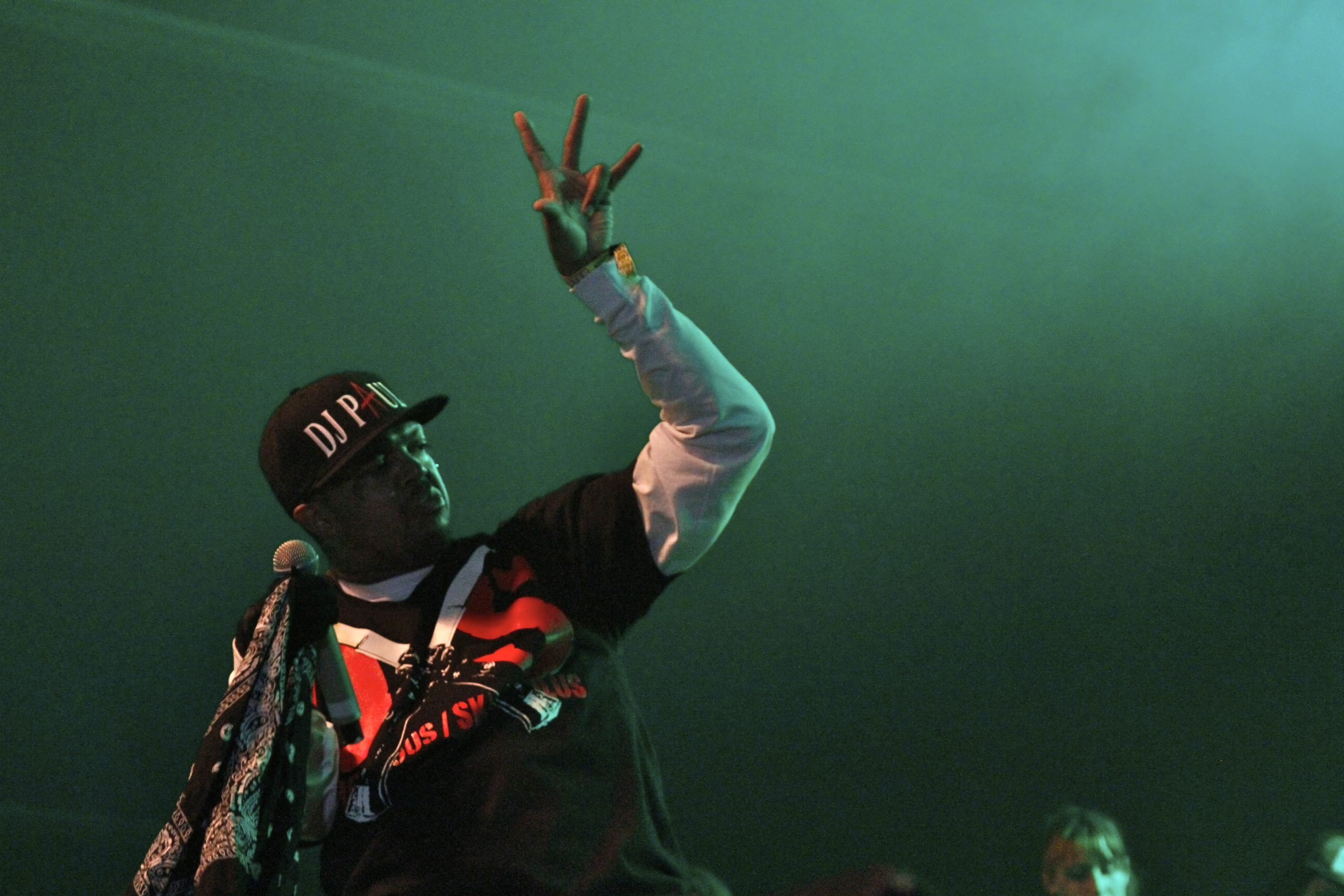
Виступ DJ Paul у 2007 році

У 2006 році DJ Paul, Juicy J і Crunchy Black здобули нагороду «Оскар» за найкращу оригінальну пісню за «It’s Hard out Here for a Pimp» із фільму Метушня і рух. Пісня також посіла 80 місце в рейтингу VH1 «100 найкращих пісень хіп-хопу».
Після того, як Three 6 Mafia випустили свій альбом Last 2 Walk у 2008 році, у групи виникли конфлікти з лейблом Sony щодо їх музичного стилю, що змусило DJ Paul і Juicy J зайнятися іншими підприємствами та сольною кар’єрою.
У 2009 році Пол випустив The Weigh In — свій перший мікстейп після серії Volume на початку 1990-х. Кілька місяців потому він випустив свій другий сольний альбом Scale-A-Ton, який вийшов під нещодавно заснованим Полом лейблом Scale-A-Ton Entertainment. Альбом добре сприйняли критики, він отримав позитивну рецензію та «Вибраний альбом» від AllMusic. 2010 року Пол випустив свій другий мікстейп Too Kill Again, організований DJ Scream і DJ Whoo Kid. У мікстейпі представлено багато майбутніх і нових виконавців Мемфіса, таких як Lion Heart, Thug Therapy, Partee та Miscellaneous. Ді-джей Пол заявив, що ця стрічка є прев'ю до його майбутнього альбому, також під назвою Too Kill Again, який, однак, так і не вийшов. Натомість у 2011 році Пол створив новий спільний мікстейп з репером Ya Boy і продюсером Lil Lody під назвою Pray For Forgiveness. Через кілька місяців Пол випустив роздрібну версію No-DJ з бонусними піснями для iTunes.
У 2012 році Пол оголосив, що працює над експериментальним міні-альбомом під назвою A Person of Interest. Пізніше він перетворив його на повнофункціональний альбом, який вийшов 22 жовтня. Person of Interest був упакований з бонусним DVD, включно з однойменним короткометражним фільмом, музичними відео та закулісними кадрами. Пол випустив відео на кілька пісень з альбому, зокрема «What I Look Like (W.I.L.L.)», «Wit Tha Shit», «Trap Back Jumpin», «E&J» і ремікс «I’m Dat Raw» з Snow Tha Product. Пол назвав A Person of Interest своїм улюбленим сольним альбомом, заявивши, що йому подобається продюсування та «сире» звучання альбому.

### 2013—донині: S.I.M., Da Mafia 6ix, The Killjoy Club, Master of Evil
На початку 2013 року DJ Paul зосередився на виступах як ді-джей і створив діджейський дует під назвою S.I.M. Група створила низку концертних сетів, а також реміксів на пісні, такі як «Higher» від Just Blaze & Baauer. Наприкінці 2013 року Пол і Lord Infamous обговорювали створення продовження свого альбому 1993 року Come with Me 2 Hell та ідею спробувати возз'єднати всю команду Three 6 Mafia. Crunchy Black, Koopsta Knicca та Gangsta Boo повернулися, і п’ятеро   возз’єдналися як Da Mafia 6ix з планами випустити альбом у 2014 році. 12 листопада 2013 року Da Mafia 6ix випустили свій перший мікстейп 6ix Commandments. Стрічка була майже повністю спродюсована ді-джеєм Полом, а гостями стали Yelawolf, 8Ball & MJG, Krayzie Bone, Bizzy Bone, SpaceGhostPurrp, Lil Wyte, Skinny Pimp і La Chat. Juicy J і Project Pat також з'явилися як несподівані гості у пісні «Body Parts», хоча й не були позначені в трек-листі.
Ді-джей Пол працював над мікстейпом під назвою Clash of da Titans з продюсером Drumma Boy, який вийшов 23 жовтня 2013 року, а також над безкоштовним EP під назвою Black Fall з Yellawolf, який вони випустили на Хелловін 31 жовтня 2013. 26 листопада 2013 року DJ Paul випустив Volume 16: The Original Masters, ремастер свого мікстейпу 1994 року 4 da Summer of '94. 19 серпня 2016 року DJ Paul оголосив про підписання контракту з Slumerican Records. Після підписання контракту Пол випустив два альбоми під назвою YOTS: Year of the Six частини 1 та 2.
У 2017 році він випустив продовження свого альбому Underground, Volume 16: For da Summa під шанобливою назвою Underground, Volume 17: For da Summa. 2 вересня 2018 року Пол оголосив, що він почав працювати над наступним томом у серії Underground під назвою Drackula: Vol. 18, який, як кажуть, буде записано в замку Дракули в Трансильванії. Спочатку планувалося, що проєкт випустить десь у 2018 році, але відтоді його перенесли на 2019 рік.

## Особисте життя та бізнес
У 2011 році ді-джей Пол знявся в кулінарному шоу Famous Food на каналі VH1 разом із сімома іншими знаменитостями і в підсумку посів перше місце. 2012 року DJ Paul випустив колекцію приправ для барбекю під назвою «DJ Paul BBQ». Спочатку Пол створив приправу для барбекю, а невдовзі — копчений соус для барбекю. 2013 року DJ Paul став офіційним представником нової легальної версії алкогольного напою Sizzurp. Станом на 2013 рік Пол також володіє ріелторською компанією.
В інтерв’ю 2013 року Пол сказав, що він спить три години на день через кількість роботи, яку йому доводиться виконувати в різноманітних бізнес-підприємствах, у яких він бере участь. Описуючи свій щоденний графік, він сказав, що працює з усіма його компаній вдень і записує музику вночі, заявляючи, що «я відчуваю, що якщо я не працюю, то я втрачаю, і я насправді не віддаю своєму життю те, що мав би віддавати».
20 грудня 2013 року його зведений брат, Lord Infamous, помер від серцевого нападу в будинку своєї матері в Мемфісі.
Раніше DJ Paul був заручений з Майдою Балтій.

## Проблеми з законом
В інтерв’ю Power 105.1 The Breakfast Club Пол заявив, що його неодноразово арештовували. Вперше за грати потрапив у 17 років.
У 2006 році чоловік з Піттсбурга, ppштат Пенсільванія]], на ім’я Рамон Вільямс, подав позов проти Пола та інших членів Three 6 Mafia, стверджуючи, що його жорстоко побили на концерті Three 6 Mafia, коли інші фанати повторювали слова пісні «Let’s Start a Riot» і напали на нього. Чоловік стверджував, що його багато разів били стільцем та ногами. Three 6 Mafia попросила відмовити в позові за спрощеним судовим рішенням. У жовтні 2006 року обидві сторони врегулювали позов, і Вільямс отримав фінансову компенсацію.
8 червня 2012 року проти DJ Paul і Juicy J було подано позов за те, що вони не з'явилися на концерті, на який вони були замовлені. У позові стверджувалося, що вони були замовлені на квітневий концерт 2011 року в Орландо, штат Флорида, але так і не з’явилися. Вони також не повернули 9000 доларів передоплати, які вони отримали за виступ. Пола та Джусі зобов'язали сплатити 50 000 доларів за економічні збитки, кишенькові витрати та втрату прибутку.
У жовтні 2012 року, за кілька днів до виходу його третього альбому, DJ Paul був заарештований у Нью-Йорку, коли під час звичайного обшуку у нього знайшли електрошокер. Його звинуватили у хуліганстві та невдовзі звільнили. Пол прокоментував арешт: «Я, чесно кажучи, не знав, що це незаконно. Я думав, що це на тому ж рівні, що й перцевий балончик». Пол визнав себе винним і був засуджений до 21 години громадських робіт.

## Дискографія
Студійні альбоми
- Underground Volume 16: For da Summa (2002)
- Scale-A-Ton (2009)
- A Person of Interest (2012)
- Volume 16: The Original Masters (2013)
- Master of Evil (2015)
- YOTS: Year of the Six Pt. 1 (2016)[34]
- YOTS: Year of the Six Pt. 2 (2016)[35]
- Underground Volume 17: For da Summa (2017)[36]
- Power, Pleasure & Painful Things (2019)
- Drackula: Volume 18 (TBA)[37]

## Фільмографія

### Кіно
| Рік  | Назва              | Роль | Примітки                        |
| ---- | ------------------ | ---- | ------------------------------- |
| 2001 | Choices: The Movie | D.J. | Саундтрек до гостьових виступів |
| 2004 | Choices 2          | D.J. | Саундтрек до гостьових виступів |
| 2005 | Метушня і рух      | R.L  | Саундтрек до гостьових виступів |
| 2006 | Jackass Number Two | Себе | Гостьова поява Автор Саундтрек  |
| 2007 | Jackass 2.5        | Себе | Гостьова поява Автор Саундтрек  |
| 2022 | Диваки назавжди    | Себе | Камео Саундтрек з Yelawolf      |

### Телебачення
| Рік       | Назва                          | Роль | Примітки              |
| --------- | ------------------------------ | ---- | --------------------- |
| 2005      | Wildboyz                       | Себе | Епізод 3.7            |
| 2006      | MTV Cribs                      | Себе | 1 епізод              |
| 2006      | Punk'd                         | Себе | Епізод 7.3            |
| 2006-2007 | WWE Monday Night Raw           | Себе | 2 епізоди             |
| 2011      | The Tonight Show with Jay Leno | Себе | 1 епізод              |
| 2014      | Loiter Squad                   | Себе | 1 епізод              |
| 2014      | Celebrity Wife Swap            | Себе | Епізод 3.13           |
| 2016      | The Night Time Show            | Себе | Епізод 1.4            |
| 2017      | Ridiculousness                 | Себе | Епізод 9.19           |
| 2020      | Yelawolf: A Slumerican Life    | Себе | Документальний серіал |